# Evant (Texas)
Evant es un pueblo ubicado en el condado de Coryell en el estado estadounidense de Texas. En el Censo de 2010 tenía una población de 426 habitantes y una densidad poblacional de 267,45 personas por km².

## Geografía
Evant se encuentra ubicado en las coordenadas 31°28′35″N 98°9′1″O / 31.47639, -98.15028. Según la Oficina del Censo de los Estados Unidos, Evant tiene una superficie total de 1.59 km², de la cual 1.59 km² corresponden a tierra firme y (0%) 0 km² es agua.

## Demografía
Según el censo de 2010, había 426 personas residiendo en Evant. La densidad de población era de 267,45 hab./km². De los 426 habitantes, Evant estaba compuesto por el 91.08% blancos, el 0.23% eran afroamericanos, el 0.7% eran amerindios, el 0% eran asiáticos, el 0% eran isleños del Pacífico, el 7.04% eran de otras razas y el 0.94% pertenecían a dos o más razas. Del total de la población el 16.43% eran hispanos o latinos de cualquier raza.